# Grave Encounters
Série
Grave Encounters 2
(2012)
Pour plus de détails, voir Fiche technique et Distribution.
Grave Encounters est un film d'horreur canadien écrit, produit et réalisé par The Vicious Brothers (Colin Minihan et Stuart Ortiz) et sorti en 2011. Il est présenté dans le style found footage. En France, la distribution du film est effectuée par Program Store.
Grave Encounters est une émission de téléréalité tournant autour de la chasse aux fantômes. Lance Preston et son équipe tournent un épisode dans l’hôpital psychiatrique abandonné de Collingwood où, chaque année, surviennent des événements inexpliqués. Soucieuse de pimenter son émission, l’équipe se laisse volontairement enfermer pour la nuit et débute, caméra à la main, son enquête paranormale. Tous vont vite réaliser que le bâtiment n’est pas seulement hanté, mais qu’il a sa vie propre, et qu'il n'a aucune intention de les laisser en sortir.
Une suite, Grave Encounters 2, est sortie en 2012.

## Synopsis
Le producteur de télévision Jerry Hartfield présente Grave Encounters, un programme de télé-réalité paranormale réalisé par le chasseur de fantômes Lance Preston, programme qui avait été déprogrammé après cinq épisodes. Jerry explique que les événements étant sur le point d'être montrés dans le "film" sont des scènes brutes du sixième et dernier épisode filmé et édité spécialement pour l'occasion.
Le documentaire montre l'équipe de Grave Encounters - composé de Lance lui-même, de la spécialiste de l'occulte Sasha Parker, de l'expert technique Matt White, du cameraman T. C. Gibson et de Houston Grey, un médium ayant été invité pour examiner l'hôpital psychiatrique abandonné de Collingwood où des phénomènes non expliqués ont été rapportés pendant des années. Le gardien de l'hôpital leur fait faire le tour de l'hôpital et de ses tunnels souterrains. Ils apprennent également d'autres informations sur l'histoire de l'hôpital, y compris celle d'un médecin nommé Arthur Friedkin, qui avait effectué des expériences contraires à la morale et des lobotomies sur les patients de l'hôpital avant d'être tué par ces derniers. L'équipe s'enferme volontairement à l'intérieur de l'hôpital pour la nuit et commence leur enquête. Aucune activité paranormale ne semble se manifester pendant les premières heures jusqu'à ce qu'une porte claque derrière T. C. alors qu'il tournait autour du bâtiment. Lance et son équipe essayent d'établir le contact avec les entités invisibles responsables de cette "manifestation" et sont témoins de nouvelles apparitions, cette fois-ci plus flagrantes et hostiles.
Avant même que la demi-heure que leur avait laissée le gardien de l'hôpital pour ouvrir les portes d'entrée ne s'écoule, l'équipe commence à remballer. Matt va récupérer les caméras placées partout dans le bâtiment mais disparaît subitement. Les autres membres de l'équipe passent alors plusieurs heures à chercher Matt, sans succès, le gardien ne revenant toujours pas. Ils forcent les portes d'entrée pour s'échapper mais découvrent qu'elles mènent en réalité à un autre couloir, il en est de même pour plusieurs autres portes "de sortie" qu'ils trouvent. Ils remarquent aussi qu'il fait toujours nuit à l'extérieur du bâtiment alors qu'ils devraient déjà voir la lumière du jour. L'équipe continue de chercher Matt ainsi que la sortie, mais c'est alors qu'ils rencontrent une fille dont le visage se tord diaboliquement. L'équipe fuit dans la crainte, mais Houston se retrouve séparé des autres dans la précipitation et est violemment assailli par une force invisible, le tuant. Alors qu'ils reprennent leur souffle, les autres trouvent des balises hospitalières portant leurs noms sur leurs poignets. Ils parviennent finalement à retrouver Matt, qui porte une robe d'hôpital et qui est devenu totalement fou, marmonnant des absurdités sur ses troubles psychiques apparents et expliquant que la seule voie pour eux pour s'échapper est "d'être guéri" par les résidents invisibles de l'hôpital.
L'équipe continue à être poursuivie dans l'hôpital par plusieurs apparitions. T. C. est tiré dans une baignoire remplie de sang par un fantôme et disparaît, tandis que Matt tombe dans une cage d'ascenseur et meurt sur le coup. Lance et Sasha sont attaqués par un démon muet et entrent dans les tunnels à la recherche d'une autre sortie. Sasha, qui est tombée malade, disparaît dans la brume qui s'est formée pendant leur sommeil. Terrifié et fou, Lance continue à progresser seul dans les tunnels, survivant en se nourrissant de rats vivants, jusqu'à ce qu'il trouve une porte menant à la salle d'opération de Friedkin qui contient un autel et un pentagramme pour un rituel démoniaque, montrant que Friedkin avait utilisé la magie noire pour la pratique médicale. Il se tourne pour voir les apparitions de Friedkin et plusieurs infirmières, qui traînent Lance qui hurle sur leur table d'opération. La caméra tombe pendant quelques instants avant que l'on découvre Lance lobotomisé, affirmant qu'il est maintenant "guéri" et qu'il peut rentrer chez lui. Il prend congé avant que la caméra ne s'éteigne.

## Fiche technique
Sauf indication contraire, les informations mentionnées dans cette section peuvent être confirmées par la base de données cinématographiques IMDb,  présente dans la section « Liens externes ».
- Titre original : Grave Encounters
- Réalisation et scénario : The Vicious Brothers
- Décors : Paul McCulloch
- Costumes : Natalie Simon
- Photographie : Tony Mirza
- Montage : The Vicious Brothers
- Musique : Quynne Craddock
- Production : Shawn Angelski
- Sociétés de production : Twin Engine Films et Digital Interference Productions
- Société de distribution : Tribeca Film
- Budget : 2 000 000 $[1]
- Pays de production :  Canada
- Langue originale : anglais
- Format : couleur
- Genre : horreur (found footage), fantastique
- Durée : 92 minutes
- Dates de sortie : 
  - États-Unis : 9 septembre 2011
  - France : 18 février 2016 (en téléchargement digital), 14 juin 2016 (en DVD)

## Distribution
- Sean Rogerson : Lance Preston
- Juan Riedinger : Matt White
- Ashleigh Gryzko : Sasha Parker
- Mackenzie Gray : Houston Gray
- Merwin Mondesir : T. C. Gibson
- Arthur Corber : Dr Friedkin
- Michele Cummins : le fantôme de la jeune fille
- Luis Javier : le jardinier
- Shawn Macdonald : Morgan Turner
- Bob Rathie : Kenny Sandivol
- Alex Sander : un patient
- Ben Wilkinson : Jerry Hartfield

## Production
Le tournage se déroule entièrement à Vancouver en Colombie-Britannique au Canada, ainsi qu'à l'hôpital psychiatrique Riverview Hospital à Coquitlam dans la même province.

## Sortie et accueil

### Dates de sortie
Grave Encounters est sorti le 9 septembre 2011 dans certains cinémas aux États-Unis. Il a été présenté au Festival du film fantastique de Gérardmer 2012.
Ce film est disponible depuis le 18 février 2016 sur le service à la demande OCS Go et ce, jusqu'au 30 septembre 2016. Il est sorti en DVD le 14 juin 2016[réf. nécessaire].
Grave Encounters sort exclusivement en combo Blu-ray en France, avec sa suite, le 6 août 2025. Le coffret Blu-ray est édité et distribué par Esc.

### Critique
Le film recueille 62 % de critiques positives, avec une note moyenne de 5,5/10 et sur la base de 13 critiques collectées, sur le site internet Rotten Tomatoes. Sur Metacritic, il obtient un score de 33/100 sur la base de 4 critiques collectées.

### Box-office
Le film a rapporté plus de 3 653 000 $ au box-office dans le monde entier. Il n'est sorti au cinéma que dans peu de pays et la majorité de ces recettes provient de son exploitation au cinéma en Italie.